# Nessia didactyla
Nessia didactyla är en ödleart som beskrevs av Deraniyagala 1934. Nessia didactyla ingår i släktet Nessia och familjen skinkar. Inga underarter finns listade i Catalogue of Life.